# Гранд-Форкс (Юкон)
Ґранд-Форкс (англ. Grand Forks) — колишнє поселення у місці злиття річок Бонанза та Ельдорадо на Юконі.
Перші будинки-зруби були закладені наприкінці 1896 року, коли були відкриті золоті поклади в руслах річок Бонанза і Клондайк. Наступного року Белінда Малруні побудувала на цьому місці готель і назвала його Ґранд-Форкс — «Велике розгалуження» (місце злиття річок). Дуже швидко навколо готелю почали будувати інші споруди — від простих зрубів до двоповерхових будинків. Від назви готелю і пішла назва містечка. Містечко знаходилося на 1 км вище за течією від місця, де Джордж Кармак вперше знайшов золото.

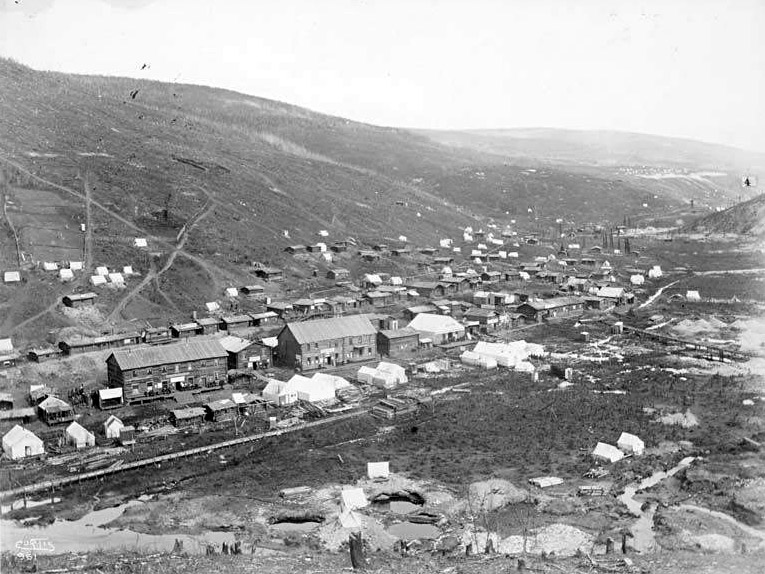
Ґранд-Форкс у 1898 році, двоповерхові будинки: ліворуч — готель Дювелі, праворуч — готель Ґранд-Форкс

Містечко було затиснуте між схилами, у долині річок. Було лише дві основні паралельні вулиці — Перша Авеню і Друга Авеню, які з'єднувалися трьома поперечними вуличками. Невдовзі всі дерева на схилах були вирубані, що спричинило швидку ерозію ґрунту. Річки Бонанза і Ельдорадо (швидше мілководні потічки) слугували як каналізаційні стоки. Річка Клондайк, до якої впадала Бонанза, колись багата на лососів, була забруднена настільки, що риба в ній надовго зникла.
Маючи майже десятитисячне населення, Ґранд-Форкс було другим найбільшим містечком на Клондайку, поступаючись лише Доусон-Сіті. Лише ці два міста мали свої муніципалітети.
Доусон-Сіті було адміністративним, торговельним і розважальним центром, а Ґранд-Форкс було промисловим поселенням з численними копальнями та шурфами. У роки розквіту містечко мало готелі, поліцейський відділок, пресвітеріанську і англіканську церкви, магазини, кузню, перукарню, цукерню, пекарню і навіть японський ресторан.
У кінці Першої Авеню був розташований «квартал повій». У 1901 була спроба врегулювати проституцію та азартні ігри не тільки у Доусон-Сіті і Ґранд-Форкс, а й у всіх готелях і подорожніх станціях Клондайку. Близько 300 працівників гральних закладів залишилися без роботи, сильно впали прибутки танцювальних холів та салунів, не продавалося спиртне. Утім, поліція не дуже пильно слідкувала за дотриманням законів. Вимогам Товариства тверезості християнських жінок була протиставлена петиція відомих місцевих бізнесменів, підкріплена сотнями підписів. Петиція справедливо вказувала, що танцювальні салуни, бари та гральні столи приваблюють старателів до містечка і тримають його «на плаву».

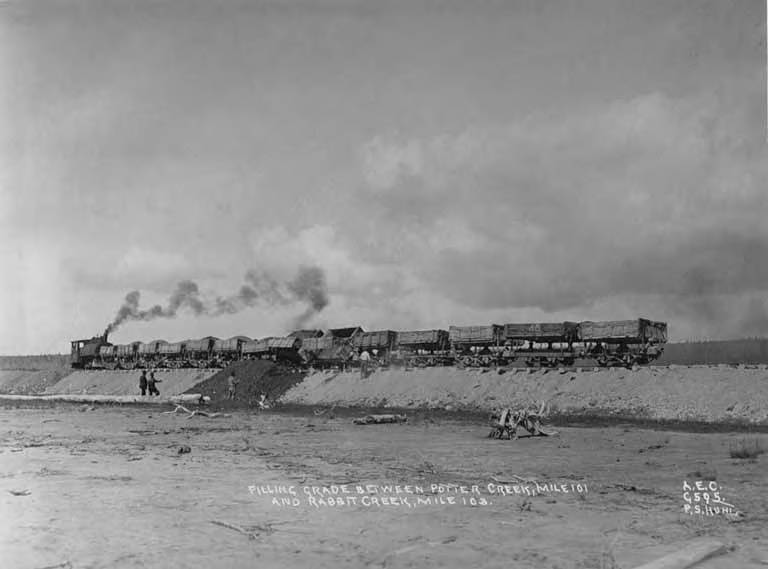
Вузькоколійна залізниця поблизу Ґранд-Форкс (1917)

Між Доусон-Сіті і Ґранд-Форкс було регулярне транспортне сполучення. Кілька підрядників щодня відправляли кінні екіпажі з обох містечок. Дорога займала чотири з половиною години. У 1907 році була прокладена вузькоколійна залізниця між Доусон-Сіті і Салфер-Спрінґс, що проходила через Ґранд-Форкс. У 1913 році вона припинила свою роботу, а останній з трьох потягів згодом знайшов своє місце у музеї Доусон-Сіті.
Після 1900 року загальний видобуток золота на Клондайку почав знижуватися. Уряд Канади виставив кілька зарезервованих поблизу Ґранд-Форкс ділянок для заявок старателів, але це лише на короткий час сповільнило відплив добувачів золота з цього району.
Коли були вибрані найбільш доступні поклади золота, містечко почало занепадати. Існуючі будівлі перепродувалися за безцінь або покидалися напризволяще, знищувалися пожежами, розтягались на дрова.
Видобуток золота переходив на промислову основу. Великі компанії почали завозити важку гірничу техніку — драги. Протягом наступних кількох років драги повністю перемили русла річок, знищивши всі сліди поселення. У 1921 році були знищені останні залишки містечка Ґранд-Форкс. Зараз Ґранд-Форкс навіть не може називатися містом-привидом, оскільки нічого від нього не залишилося.
Одними з найбільш відомих мешканців містечка була сім'я афроамериканців Люсіль і Чарльза Гантерів, разом з їх дочкою Теслін, що народилася по дорозі до Клондайку. Це, здається, єдині афроамериканці на Юконі, яким вдалося розбагатіти не на підсобних роботах, а видобуваючи золото на своїй ділянці.